# Svend Rothenberg Frederiksen
Svend Erik Albert Rothenberg Frederiksen (født 23. juni 1926 på Frederiksberg, død 3. maj 1945 i København) var en dansk frihedskæmper, der blev dræbt i kamp med tyskerne kort før befrielsen.
Frederiksen var elektromekaniker, aktiv i Konservativ Ungdom og deltog i en militærgruppe i København, afsnit 3, afdeling 2, P.3. Den 3. maj 1945 var han sammen med nogle gruppekammerater på vej fra søerne ad Irmingersgade ned mod Ryesgade – og her løb de ind i en razzia foranstaltet af værnemagten. Da de var bevæbnede, modsatte de sig visitation, og under en efterfølgende ildkamp blev Svend Frederiksen ramt dødeligt, mens en af hans kammerater blev hårdt såret. Svend Frederiksen døde på Rigshospitalet to dage før befrielsen.
En mindeplade på hjørnet af Ryesgade og Irmingersgade blev afsløret den 17. juni 1945 og var den første mindetavle om faldne i frihedskampen, der blev sat op i København. 